# Castell d'Hollenfels
El Castell d'Hollenfels (en francès: Château de Hollenfels) situat a la vila d'Hollenfels, la seva història es remunta al segle xi, és un dels castells situats a la vora del riu Eisch a l'anomenada Vall dels Set Castells en el centre de Luxemburg. Avui dia s'utilitza com a centre d'activitats per als joves.

## Localització
Situat en l'extrem sud de la vila] d'Hollenfels, el castell es troba molt per damunt del riu Eisch. Un camí amb escarpades escales i ponts de fusta condueix als peus del castell, on els buits a la roca es poden veure, la qual cosa explica l'origen del nom del castell, que significa literalment «escarpat en buit». De fet, hi ha diversos túnels que corren per sota els penya-segats del castell. L'accés al castell s'efectua pel mig d'un pont de maó sobre el fossat defensiva.

## Història
La primera menció d'Hollenfels va ser el 1129 quan a Ludolf, senyor d'Hollenfels, se li van donar els drets d'aigua de l'abadia de Marienthal que es troba a solament 400 metres de distància. La majestuosa torre, de 39 metres d'alçada, amb les seves sales gòtiques sumptuoses a les quals s'arriba pel mig d'una escala de cargol va ser construïda el 1380. Al nivell més baix està situat la cambra-forn, ve després la sala de servidors de menjador, la sala gòtica dels senyors del castell junt amb una capella, que utilitzaven de vegades com un dormitori, i finalment la sala d'armes a la part superior. Les cambres tenen impressionants xemeneies, finestres amb un retrocés als massissos murs i una sèrie d'escultures.
Fins al 1477, el castell va pertànyer als senyors d'Hollenfeld i Elter. Després es va convertir successivament en la propietat de Raville d'Ansembourg, Greiffenklau, Raugraves de Salm, von Thinner, von Hohenstein i Brouckhoven-Hohenstein. A la dècada de 1680, el castell va ser capturat pels francesos, i tornat pels espanyols i finalment recapturat pels francesos. La mansió a la part nord-oriental de la torre de l'homenatge es va afegir el 1729 i va ser tornat a dissenyar amb un acabat barroc el 1921. L'any 1929, quan el castell estava caient en ruïna, es van realitzar treballs de restauració per l'arquitecte luxemburguès J. Schoenberg. Entre 1945 i 1948, el castell va ser utilitzat com un campament per a presoners de guerra. El 1948, l'Estat luxemburguès va adquirir l'edifici i va crear un alberg juvenil.